# Georges Darrieus
Georges Jean Marie Darrieus (Toulouse, 24. rujna 1888. – Toulouse, 15. srpnja 1979.) bio je francuski inženjer i znanstvenik, koji je imao važnu ulogu u elektrotehničkom području, osobito na ugradnji velikih distribucijskih elektroenergetskih mreža. Njegov rad se fokusira na struju, mehaniku fluida, termodinamiku i njihovu primjenu. On je osobito poznat po svojoj vertikalnoj osi vjetroturbine, koja je robusna i neovisna o smjeru vjetra.

## Životopis
Georges Darrieus je najstariji od osmero djece admirala Gabriela Darrieusa, zapovjednika prve francuske podmornice. Pohađao je srednju školu umjetnosti i proizvodnje, a zatim dobiva diplomu iz fizike na elektrotehničkom Institutu Toulouse tijekom njegove vojne službe. Godine 1912., pridružio se elektrotehničkom udruženju, vezanom za švicarsku tvrtku Brown, Boveri & Cie; gdje je radio tijekom cijele karijere.
Tijekom Drugog svjetskog rata bio imenovan je kapetanom topništva u 1917. godini i kontrolirao je čeonu frontu baterije. On napominje da upotreba u pečenju tablica ne uključuje učinak temperature zraka na brzinu zvuka, a tijekom boravka u bolnici zbog ozljede, napisao je dvije bilješke sugerirajuć novi empirijski zakon otpora zraka i njegove primjene za uspostavu nove tablice pečenja. Fizičar Paul Langevin, uputio je ocijeniti ovo djelo Središnjem odboru topništva, testirajući ih prema relevantnosti novim eksperimentalnim uređajem, balističkim tunelom.
U 1927, on je podnio patent za načelo vertikalne osi vjetroturbine, koji je proizvedena u SAD-u.
Darrieus je utemeljio optimalne uvjete podešavanja frekvencija i distribucija opterećenja u mreži, kako bi se ograničio rizik odustajanja. («théorème de Darrieus», 1937)
On je bio izabran kao član Akademije znanosti 1946. godine, u odjeljku znanosti industrijske aplikacije, zamijenivši Leona Guilleta. U 1947, on je bio predsjednik električara francuske tvrtke, a pet godina kasnije, u Društvu građevinskih inženjera Francuske. On je također bio član znanstvenog odbora za fiziku s ciljem ohrabrenja društva za domaće industrije i savjetnički inženjer za Mauricea Leblanca.

## Priznanje
Novi put izrađen u 2013. Nazvan je Rue Georges Darrieus u Houilles (Yvelines), gdje je živio.

## Radovi
- Georges Darrieus, Principes d’une monnaie rationnelle non dirigée, Pariz, znanstveni centar za istraživanje, 1964.

Razlike
- ratni križ ( Le croix de guerre)
- Zapovjednik Legije časti (Commandeur de la Légion d’honneur)
- Nagrada akademije znanosti Parville Henri, za područje fizike u 1931., na svim svojim radovima u elektrotehnici i pogotovo na obračunu vodova.